# Dzieciństwo Gorkiego
Dzieciństwo Gorkiego (ros. Детство Горького, Dietstwo Gork'ogo) – radziecki czarno-biały film biograficzny z 1938 roku w reżyserii Marka Donskiego. Pierwsza część trylogii o Gorkim przedstawiająca jego wczesne życie.

## Fabuła
Akcja toczy się w latach siedemdziesiątych XIX wieku. Mały Alosza Pieszkow przyjeżdża razem z matką do domu dziadków w Niżnym Nowogrodzie. Tutaj pobiera pierwsze nauki o życiu.

## Obsada
- Aleksiej Larski jako Alosza Pieszkow
- Warwara Massalitinowa jako Akulina Iwanowna Kaszyrin, babcia Aloszy
- Michaił Trojanowski jako Wasilij Wasyljewicz Kaszyrin, dziadek Aloszy
- Jelizawieta Aleksiejewa jako Warwara Kaszyrina-Pieszkowa, mama Aloszy
- Aleksandr Żukow jako Michaił Kaszyrin, wujek Aloszy
- Daniił Sagan jako Iwan
- Igor Smirnow jako Lońka